# Fort Nez Percé
Fort Nez Percé (oder Fort Nez Percés, mit oder ohne Akzent), später bekannt als (altes) Fort Walla Walla, war ein befestigter Pelzhandelsposten am Columbia River auf dem Gebiet des heutigen Wallula, Washington, USA. Obwohl das Fort nach dem Volk der Nez Percé benannt wurde, befand es sich auf dem traditionellen Gebiet der Walla Walla. 1818 von der North West Company gegründet, wurde es nach 1821 bis zu seiner Schließung 1857 von der Hudson’s Bay Company geführt.

## Geschichte

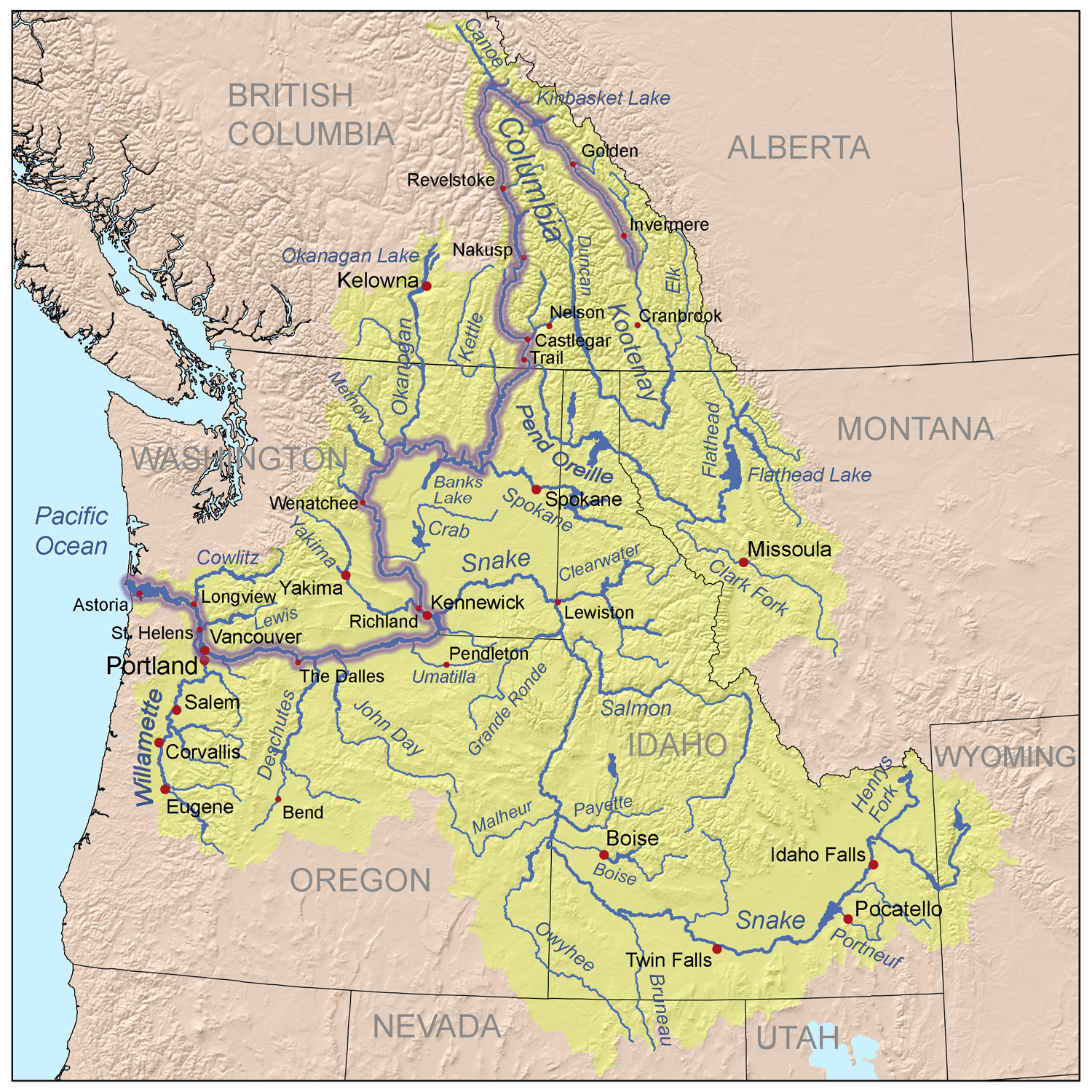
Karte des Columbia Rivers und seiner Nebenflüsse mit den heutigen politischen Grenzen

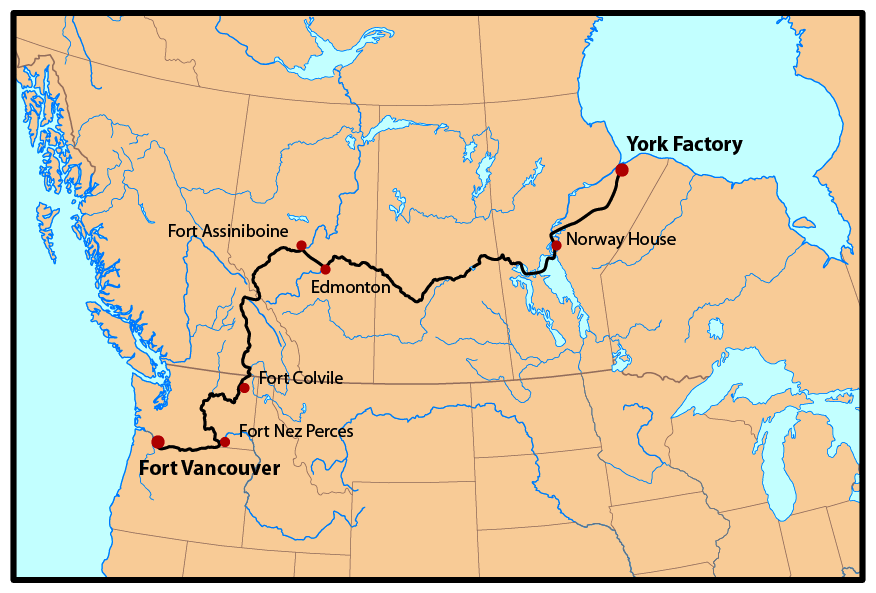
Fort Nez Percé war ein wichtiger Haltepunkt auf der York Factory Express Handelsroute. Die Karte zeigt die heutigen politischen Grenzen.

Als David Thompson 1811 den Columbia River von der Quelle bis zur Mündung erforschte, reklamierte er das Gebiet um die Mündung des Snake Rivers für Großbritannien und schlug die Errichtung eines Handelspostens an der Mündung des Walla Walla Rivers etwas weiter südlich vor. Die North West Company begann den Bau 1818. In dem waldarmen Gebiet mussten Bäume aus 100 Meilen Entfernung über den Fluss herangeschafft werden. Da es zu Spannungen mit dem Volk der Nez Percé kam, wurde Fort Nez Percé stark befestigt.
1821 übernahm die Hudson’s Bay Company (HBC) die North West Company und somit auch Fort Nez Percé, das ein wichtiger Haltepunkt auf der York Factory Express Route wurde, die das Hauptquartier der HBC, York Factory an der Hudson Bay, mit der Niederlassung in Fort Vancouver am Columbia River verband. Zudem war Fort Nez Percé ein Versorgungspunkt für die frühen Siedler, die auf dem Oregon Trail in die Gegend kamen.
1841 zerstörte ein Feuer Fort Nez Percé. Es wurde mit Lehmziegeln wiederaufgebaut. Mit dem Oregon-Kompromiss fiel das Oregon Country 1846 an die USA. Die HBC erhielt das Recht, ihre Handelsposten in der Region weiterzubetreiben. 1855 brannte Fort Nez Percé zu Beginn des Yakima-Krieges erneut nieder. Nach dem Wiederaufbau wurde der Posten jedoch schon 1857 aufgegeben, als die HBC ihre Geschäfte im Oregon-Territorium einstellte.
An der Stelle von Fort Nez Percé befindet sich heute die Ortschaft Wallula. Die U.S. Army errichtete 1858 das neue Fort Walla Walla etwa 50 km entfernt in der heutigen Stadt Walla Walla (Washington).